# Vickers Vampire
El Vickers F.B.26 Vampire fue un caza biplano monoplaza propulsor británico construido por Vickers durante la Primera Guerra Mundial.
Vickers construyó cuatro ejemplares en Bexleyheath, uno de ellos se modificó posteriormente para convertirse en el F.B.26A.

## Diseño y desarrollo

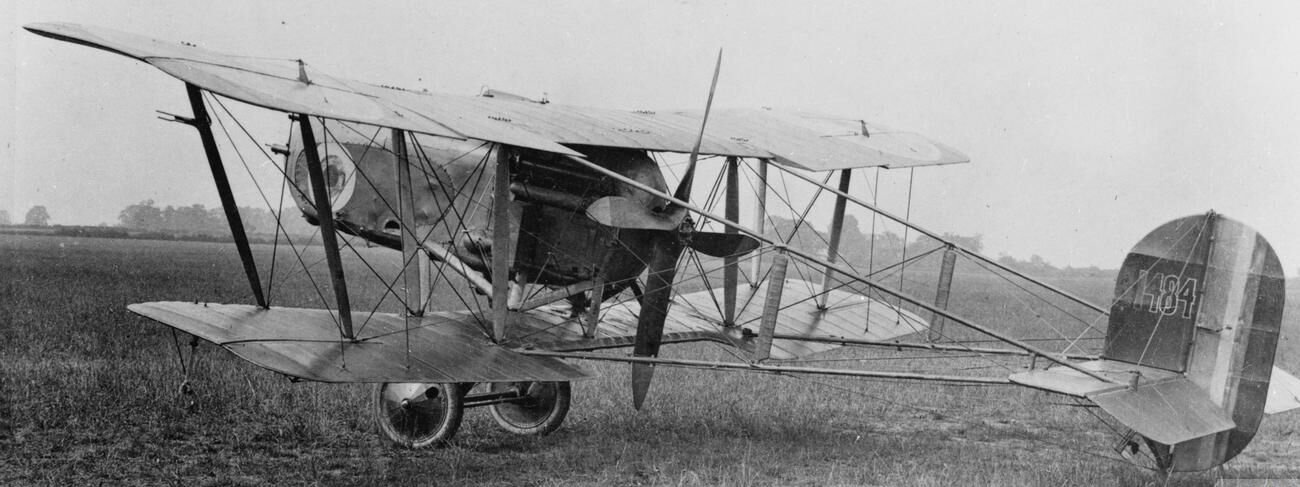
Vista de cuarto trasero del Vickers F.B.26 Vampire.

El diseño fue un desarrollo de los prototipos anteriores Vickers F.B.12; y era un biplano de dos vanos con una góndola elevada para el piloto y un armamento inicial de dos ametralladoras Lewis de 7,7 mm. Detrás estaba un motor Hispano-Suiza de 150 kW (200 hp) refrigerado por agua que movía la hélice. El plano de cola estaba montado sobre cuatro botalones con un solo empenaje y timón. Después de modificaciones en el diseño del radiador y en la estructura del ala, rearmado con tres ametralladoras Lewis en un montaje Eeman, capaz de disparar en un ángulo de 45° para atacar a los bombarderos enemigos desde abajo, y siendo matriculado B1484, el F.B.26 fue pasado al Establecimiento Experimental de Aeroplanos y Armamento en Martlesham Heath para su evaluación. El prototipo resultó destruido el 25 de agosto de 1917, cuando Harold Barnwell, el piloto de pruebas de Vickers, no pudo recuperarse de una barrena.
Se construyó un segundo avión, el B1486, que fue operado primero por el Escuadrón N.º 39 en Woodford y luego pasó al Escuadrón N.º 141 del Real Cuerpo Aéreo en febrero de 1918. La evaluación del servicio fue desfavorable: si bien el rendimiento fue satisfactorio, sus cualidades de manejo eran deficientes. Un tercer avión, el B1485, propulsado por un motor motor rotativo Bentley de 170 kW (230 hp) y modificado para ataque terrestre, se construyó en 1918, pero para esa época ya se había encargado el Sopwith Salamander y se abandonó el desarrollo. Se habían encargado tres aviones más y se les habían asignado números de servicio, pero no se sabe si alguno de ellos fue construido.

## Operadores
Reino Unido
- Real Cuerpo Aéreo

## Especificaciones (F.B.26 Vampire I)
Referencia datos: Vickers Aircraft since 1908 

### Características generales
- Tripulación: Uno (piloto)
- Longitud: 7,1 m (23,4 ft)
- Envergadura: 9,6 m (31,5 ft) (superior); 8,84 m (inferior)
- Altura: 2,9 m (9,4 ft)
- Superficie alar: 24,8 m² (267 ft²)
- Peso vacío: 667 kg (1470,1 lb)
- Peso cargado: 921 kg (2029,9 lb)
- Planta motriz: 1× motor lineal V8 refrigerado por agua Hispano-Suiza 8.
  - Potencia: 150 kW (207 HP; 204 CV)
- Hélices: De cuatro palas de paso fijo propulsora

### Rendimiento
- Velocidad máxima operativa (Vno): 195 km/h (121 MPH; 105 kt) a 1500 m (5000 pies)
- Alcance: 3 h
- Techo de vuelo: 6200 m (20 341 ft) (techo absoluto: 6900 m)
- Tiempo a altitud: 10 min para 3000 m (10 000 pies)

### Armamento
- Ametralladoras: 

  - 2x Lewis de 7,7 mm frontal fija

## Aeronaves relacionadas

### Secuencias de designación
- Secuencia E.F.B./F.B._ (interna de Vickers): ← F.B.23 - F.B.24 - F.B.25 - F.B.26 Vampire - F.B.27 Vimy